# Рінкон (Нью-Мексико)
Рінкон (англ. Rincon) — переписна місцевість (CDP) в США, в окрузі Донья-Ана штату Нью-Мексико. Населення — 273 особи (2020).

## Географія
Рінкон розташований за координатами 32°40′22″ пн. ш. 107°4′35″ зх. д. / 32.67278° пн. ш. 107.07639° зх. д. (32.672867, -107.076291).  За даними Бюро перепису населення США в 2010 році переписна місцевість мала площу 2,55 км², уся площа — суходіл.

## Демографія
Згідно з переписом 2010 року, у переписній місцевості мешкала 271 особа в 88 домогосподарствах у складі 67 родин. Густота населення становила 106 осіб/км².  Було 103 помешкання (40/км²).
Расовий склад населення:
| - 70,1 % — білих - 1,5 % — корінних американців - 27,3 % — осіб інших рас |

До двох чи більше рас належало 1,1 %. Частка іспаномовних становила 88,2 % від усіх жителів.
За віковим діапазоном населення розподілялося таким чином: 35,8 % — особи молодші 18 років, 52,0 % — особи у віці 18—64 років, 12,2 % — особи у віці 65 років та старші. Медіана віку мешканця становила 30,8 року. На 100 осіб жіночої статі у переписній місцевості припадало 110,1 чоловіків;  на 100 жінок у віці від 18 років та старших — 95,5 чоловіків також старших 18 років.
Цивільне працевлаштоване населення становило 7 осіб. Основні галузі зайнятості: будівництво — 100,0 %.